# Bernat III de Besalú
Bernat III de Besalú   (segle XI - 1111 (Gregorià)) fou el darrer comte de Besalú i Ripoll (1097-1111).

## Biografia
Originalment es creia que era fill del comte Guillem II de Besalú i la seva esposa Estefania de Provença.
Actualment hi ha dubtes sobre la seva existència. Existeix la possibilitat que sigui la mateixa persona que Bernat II de Besalú i, per tant, germà i no fill de Guillem II.

## Ascens al tron
Heretà el comtat de Besalú i el de Ripoll a la mort de Guillem II, tot i que primerament comptà amb la tutela del seu oncle Bernat II de Besalú. No fou fins al 1097 que deixà de tenir la tutela d'aquest.

## Núpcies
El 1067 ambdós havien reconegut la senyoria superior del comte de Barcelona, cosa que es traduí en una forta col·laboració entre els dos comtats. Així es casà l'1 d'octubre de 1107 amb Ximena d'Osona, comtessa d'Osona, filla del comte Ramon Berenguer III i neta d'El Cid. Per aquest casament Bernat III rebé en dot de matrimoni de la seva esposa el comtat d'Osona.
Els dos comtes llavors firmaren un pacte de successió mútua en cas de no tenir descendència i per això el comtat de Besalú s'uní al de Barcelona en morir Bernat III el 1111.